# Эселях (село)
Эселях (якут. Эһэлээх) — село в Усть-Алданском улусе Республики Саха (Якутия) России. Административный центр и единственный населённый пункт Онёрского наслега.

## География
Село находится в центральной части Якутии, в пределах Центральноякутской равнины, на южном берегу озера Хатыннах, на расстоянии примерно 25 километров (по прямой) к северо-северо-западу (NNW) от села Борогонцы, административного центра улуса. Абсолютная высота — 125 метров над уровнем моря.

### Улицы
Уличная сеть села состоит из одиннадцати улиц и четырёх переулков.

### Климат
Климат характеризуется как резко континентальный. Средняя температура воздуха самого тёплого месяца (июля) составляет 18,7 °C; самого холодного (января) — −42,6 °C. Среднегодовое количество атмосферных осадков составляет 234 мм. Основное количество осадков выпадает в период с апреля по октябрь. Снежный покров держится в течение 225—250 дней в году.

### Часовой пояс
Село Эселях находится в часовой зоне МСК+6. Смещение применяемого времени относительно UTC составляет +9:00.

## Население
| 2002 | 2010 | 2012 | 2013 | 2014 | 2015 | 2016 |
| ---- | ---- | ---- | ---- | ---- | ---- | ---- |
| 581  | ↗616 | ↘605 | ↘595 | ↘587 | ↗592 | ↗593 |
| 2017 | 2018 | 2019 | 2020 | 2021 |      |      |
| ↗594 | ↘588 | ↘582 | ↗588 | ↘583 |      |      |

### Половой состав
По данным Всероссийской переписи населения 2010 года в гендерной структуре населения мужчины составляли 48,4 %, женщины — соответственно 51,6 %.

### Национальный состав
Согласно результатам переписи 2002 года, в национальной структуре населения якуты составляли 100 %.